# إبراهام غوميز
إبراهام غوميز (بالإسبانية: Abraham Gómez)‏ (11 ديسمبر 1988 بتالكا في تشيلي - ) هو مدرب كرة قدم ولاعب كرة قدم تشيلي في مركز الدفاع. لعب مع رينجرز دي تالكا.

## وصلات خارجية
- إبراهام غوميز على موقع قاعدة بيانات كرة القدم.إي يو (الإنجليزية)
- إبراهام غوميز على موقع Soccerway.com (الإنجليزية)